# 시드니 전시 컨벤션 센터

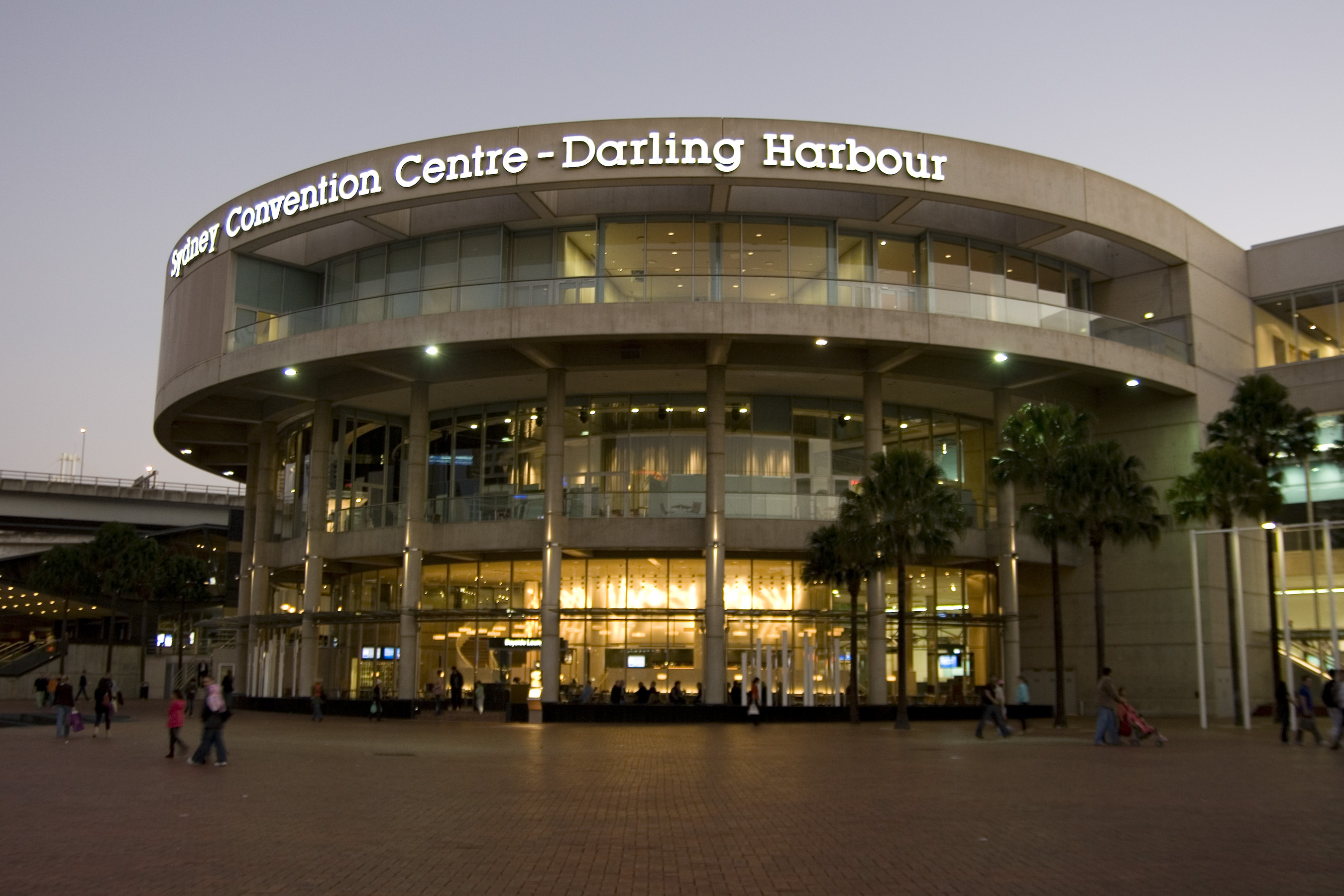
시드니 전시 컨벤션 센터

시드니 전시 컨벤션 센터(Sydney Convention and Exhibition Centre)는 오스트레일리아 뉴사우스웨일스주 시드니 중심 업무 지구 근처 달링 하버에 위치한 전시 컨벤션 센터이다. 이 건물은 코클 베이, 툼발롱 파크, 하버사이드 쇼핑 센터와 인접해 있다.
1988년 설립된 시드니 전시 컨벤션 센터는 2000년 시드니 올림픽 당시에도 행사 진행의 일부로 사용되었으며, 2007년 9월, 아시아-태평양 지역 21개국의 정상이 참가한 가운데 열린 APEC 오스트레일리아 2007 의 주 회의장으로 이용되었다. 시드니 전시 컨벤션 센터는 박람회, 전시, 콘퍼런스 등의 용도로 주로 사용되며 때때로 결혼식이나 회의가 열리기도 한다. 시드니 전시 컨벤션 센터는 2000년 시드니 올림픽 당시 올림픽 공원 외부의 시설 중 가장 큰 공간이었다.
시드니 전시 컨벤션 센터는 30개의 소회의실과, 만찬이나 전시가 열릴 수 있도록 3,500명을 수용할 수 있는 대회의장을 보유하고 있으며, 대규모 전시와 만찬을 개최할 수 있는 6개의 홀로 구성되어 있다.
뉴사우스웨일스 주 정부의 소유이지만 시설의 운영은 Accor Hotel Group에서 담당하고 있다.